# Cosmosoma venata
Cosmosoma venata är en fjärilsart som beskrevs av Rothschild 1911. Cosmosoma venata ingår i släktet Cosmosoma och familjen björnspinnare. Inga underarter finns listade i Catalogue of Life.